# 4 Heures de Portimão 2018
Navigation
Édition précédente Édition suivante
Les 4 Heures de Portimão 2018, disputées le 28 octobre 2018 sur l'Autódromo Internacional do Algarve sont la sixième et dernière manche de l'European Le Mans Series 2018.

## Engagés
La liste officielle des engagés est composée de 39 voitures, dont 15 en LMP2, 18 en LMP3 et 6 en LM GTE.

## Qualifications
| Pos. | Classe | N° | Écurie                     | Pilote               | Temps          | Tours |
| ---- | ------ | -- | -------------------------- | -------------------- | -------------- | ----- |
| 1    | LMP2   | 29 | Duqueine Engineering       | Nicolas Jamin        | 1 min 33 s 197 | 6     |
| 2    | LMP2   | 23 | Panis-Barthez Compétition  | Will Stevens         | 1 min 33 s 257 | 5     |
| 3    | LMP2   | 22 | United Autosports          | Filipe Albuquerque   | 1 min 33 s 363 | 4     |
| 4    | LMP2   | 28 | IDEC Sport                 | Paul-Loup Chatin     | 1 min 33 s 652 | 6     |
| 5    | LMP2   | 26 | G-Drive Racing             | Jean-Éric Vergne     | 1 min 33 s 836 | 3     |
| 6    | LMP2   | 21 | DragonSpeed                | Nicolas Lapierre     | 1 min 33 s 876 | 6     |
| 7    | LMP2   | 32 | United Autosports          | Will Owen            | 1 min 34 s 050 | 5     |
| 8    | LMP2   | 30 | AVF By Adrián Vallés       | Henrique Chaves      | 1 min 34 s 272 | 6     |
| 9    | LMP2   | 47 | Cetilar Villorba Corse     | Felipe Nasr          | 1 min 34 s 457 | 6     |
| 10   | LMP2   | 40 | G-Drive Racing             | James Allen          | 1 min 34 s 470 | 6     |
| 11   | LMP2   | 31 | APR - Rebellion Racing     | Ryan Cullen          | 1 min 34 s 536 | 4     |
| 12   | LMP2   | 24 | Racing Engineering         | Olivier Pla          | 1 min 34 s 634 | 4     |
| 13   | LMP2   | 39 | Graff Racing               | Alexandre Cougnaud   | 1 min 34 s 885 | 2     |
| 14   | LMP2   | 59 | High Class Racing          | Anders Fjordbach     | 1 min 35 s 848 | 3     |
| 15   | LMP2   | 25 | Algarve Pro Racing         | Tacksung Kim         | 1 min 37 s 402 | 4     |
| 16   | LMP3   | 19 | M.Racing - YMR             | Lucas Légeret        | 1 min 40 s 715 | 2     |
| 17   | LMP3   | 17 | Ultimate                   | Matthieu Lahaye      | 1 min 40 s 776 | 2     |
| 18   | LMP3   | 9  | AT Racing                  | Mikkel Jensen        | 1 min 40 s 999 | 3     |
| 19   | LMP3   | 8  | DKR Engineering            | Marvin Klein         | 1 min 41 s 157 | 3     |
| 20   | LMP3   | 2  | United Autosports          | Scott Andrews        | 1 min 41 s 522 | 6     |
| 21   | LMP3   | 4  | Cool Racing by GPC         | Antonin Borga        | 1 min 41 s 636 | 3     |
| 22   | LMP3   | 15 | RLR Msport                 | Job van Uitert       | 1 min 41 s 638 | 6     |
| 23   | LMP3   | 7  | Ecurie Ecosse              | Alex Kapadia         | 1 min 41 s 648 | 2     |
| 24   | LMP3   | 13 | Inter Europol Competition  | Jakub Śmiechowski    | 1 min 41 s 800 | 3     |
| 25   | LMP3   | 6  | 360 Racing                 | Ross Kaiser          | 1 min 41 s 806 | 6     |
| 26   | LMP3   | 14 | Inter Europol Competition  | Moritz Mûller-Crepon | 1 min 41 s 984 | 6     |
| 27   | LMP3   | 18 | M.Racing - YMR             | Natan Bihel          | 1 min 42 s 132 | 3     |
| 28   | LMP3   | 5  | NEFIS By Speed Factory     | Danil Pronenko       | 1 min 42 s 392 | 3     |
| 29   | LMP3   | 3  | United Autosports          | Matthew Bell         | 1 min 42 s 514 | 3     |
| 30   | LMGTE  | 66 | JMW Motorsport             | Miguel Molina        | 1 min 42 s 765 | 5     |
| 31   | LMP3   | 12 | EuroInternational          | Luca Demarchi        | 1 min 42 s 798 | 6     |
| 32   | LMGTE  | 77 | Proton Competition         | Dennis Olsen         | 1 min 43 s 073 | 3     |
| 33   | LMGTE  | 88 | Proton Competition         | Matteo Cairoli       | 1 min 43 s 099 | 5     |
| 34   | LMP3   | 10 | Oregon Team                | Riccardo Ponzio      | 1 min 43 s 133 | 6     |
| 35   | LMP3   | 16 | BHK Motorsport             | Francesco Dracone    | 1 min 43 s 154 | 2     |
| 36   | LMGTE  | 55 | Spirit of Race             | Matt Griffin         | 1 min 43 s 239 | 5     |
| 37   | LMGTE  | 80 | Ebimotors                  | Riccardo Pera        | 1 min 43 s 620 | 5     |
| 38   | LMGTE  | 83 | Krohn Racing avec AF Corse | Andrea Bertolini     | 1 min 44 s 053 | 5     |
| 39   | LMP3   | 11 | EuroInternational          | Pas de temps         | Pas de temps   |       |

## Course

### Classement de la course
Voici le classement provisoire au terme de la course.
- Les vainqueurs de chaque catégorie sont signalés par un fond jauni.
- Pour la colonne Pneus, il faut passer le curseur au-dessus du modèle pour connaître le manufacturier de pneumatiques.

| Pos  | Classe | no | Écurie                     | Pilotes                                                           | Châssis                       | Pneus | Tours | Temps               |
| Pos  | Classe | no | Écurie                     | Pilotes                                                           | Moteur                        | Pneus | Tours | Temps               |
| ---- | ------ | -- | -------------------------- | ----------------------------------------------------------------- | ----------------------------- | ----- | ----- | ------------------- |
| 1    | LMP2   | 22 | United Autosports          | Filipe Albuquerque Philip Hanson                                  | Ligier JS P217                | M     | 140   | 4 h 01 min 29 s 956 |
| 1    | LMP2   | 22 | United Autosports          | Filipe Albuquerque Philip Hanson                                  | Gibson GK428 4,2 l V8 Atmo    | M     | 140   | 4 h 01 min 29 s 956 |
| 2    | LMP2   | 23 | Panis-Barthez Compétition  | Timothé Buret Julien Canal Will Stevens                           | Ligier JS P217                | M     | 140   | + 0 s 520           |
| 2    | LMP2   | 23 | Panis-Barthez Compétition  | Timothé Buret Julien Canal Will Stevens                           | Gibson GK428 4,2 l V8 Atmo    | M     | 140   | + 0 s 520           |
| 3    | LMP2   | 32 | United Autosports          | Wayne Boyd Hugo de Sadeleer Will Owen                             | Ligier JS P217                | M     | 140   | + 14 s 647          |
| 3    | LMP2   | 32 | United Autosports          | Wayne Boyd Hugo de Sadeleer Will Owen                             | Gibson GK428 4,2 l V8 Atmo    | M     | 140   | + 14 s 647          |
| 4    | LMP2   | 26 | G-Drive Racing             | Andrea Pizzitola Roman Rusinov Jean-Éric Vergne                   | Oreca 07                      | D     | 140   | + 15 s 185          |
| 4    | LMP2   | 26 | G-Drive Racing             | Andrea Pizzitola Roman Rusinov Jean-Éric Vergne                   | Gibson GK428 4,2 l V8 Atmo    | D     | 140   | + 15 s 185          |
| 5    | LMP2   | 24 | Racing Engineering         | Norman Nato Paul Petit Matthieu Vaxiviere                         | Oreca 07                      | D     | 140   | + 1 min 23 s 913    |
| 5    | LMP2   | 24 | Racing Engineering         | Norman Nato Paul Petit Matthieu Vaxiviere                         | Gibson GK428 4,2 l V8 Atmo    | D     | 140   | + 1 min 23 s 913    |
| 6    | LMP2   | 28 | IDEC Sport                 | Gabriel Aubry Paul-Loup Chatin Memo Rojas                         | Oreca 07                      | M     | 139   | + 1 tour            |
| 6    | LMP2   | 28 | IDEC Sport                 | Gabriel Aubry Paul-Loup Chatin Memo Rojas                         | Gibson GK428 4,2 l V8 Atmo    | M     | 139   | + 1 tour            |
| 7    | LMP2   | 40 | G-Drive Racing             | James Allen Julien Falchero Henning Enqvist                       | Oreca 07                      | D     | 139   | + 1 tour            |
| 7    | LMP2   | 40 | G-Drive Racing             | James Allen Julien Falchero Henning Enqvist                       | Gibson GK428 4,2 l V8 Atmo    | D     | 139   | + 1 tour            |
| 8    | LMP2   | 39 | Graff Racing               | Alexandre Cougnaud Jonathan Hirschi Tristan Gommendy              | Oreca 07                      | D     | 139   | + 1 tour            |
| 8    | LMP2   | 39 | Graff Racing               | Alexandre Cougnaud Jonathan Hirschi Tristan Gommendy              | Gibson GK428 4,2 l V8 Atmo    | D     | 139   | + 1 tour            |
| 9    | LMP2   | 49 | High Class Racing          | Dennis Andersen Anders Fjordbach                                  | Dallara P217                  | D     | 138   | + 2 tours           |
| 9    | LMP2   | 49 | High Class Racing          | Dennis Andersen Anders Fjordbach                                  | Gibson GK428 4,2 l V8 Atmo    | D     | 138   | + 2 tours           |
| 10   | LMP3   | 13 | Inter Europol Competition  | Martin Hippe Jakub Śmiechowski                                    | Ligier JS P3                  | M     | 132   | + 8 tours           |
| 10   | LMP3   | 13 | Inter Europol Competition  | Martin Hippe Jakub Śmiechowski                                    | Nissan VK50VE 5.0 L V8 Atmo   | M     | 132   | + 8 tours           |
| 11   | LMP2   | 25 | Algarve Pro Racing         | Mark Patterson Ate De Jong Tacksung Kim                           | Ligier JS P217                | D     | 132   | + 8 tours           |
| 11   | LMP2   | 25 | Algarve Pro Racing         | Mark Patterson Ate De Jong Tacksung Kim                           | Gibson GK428 4,2 l V8 Atmo    | D     | 132   | + 8 tours           |
| 12   | LMP3   | 7  | Ecurie Ecosse              | Colin Noble Alex Kapadia Christian Stubbe Olsen                   | Ligier JS P3                  | M     | 132   | + 8 tours           |
| 12   | LMP3   | 7  | Ecurie Ecosse              | Colin Noble Alex Kapadia Christian Stubbe Olsen                   | Nissan VK50VE 5.0 L V8 Atmo   | M     | 132   | + 8 tours           |
| 13   | LMP3   | 2  | United Autosports          | John Falb Scott Andrews                                           | Ligier JS P3                  | M     | 132   | + 8 tours           |
| 13   | LMP3   | 2  | United Autosports          | John Falb Scott Andrews                                           | Nissan VK50VE 5.0 L V8 Atmo   | M     | 132   | + 8 tours           |
| 14   | LMP3   | 5  | NEFIS By Speed Factory     | Timur Boguslavskiy Aleksey Chuklin (en) Danil Pronenko            | Ligier JS P3                  | M     | 132   | + 8 tours           |
| 14   | LMP3   | 5  | NEFIS By Speed Factory     | Timur Boguslavskiy Aleksey Chuklin (en) Danil Pronenko            | Nissan VK50VE 5.0 L V8 Atmo   | M     | 132   | + 8 tours           |
| 15   | LMP3   | 15 | RLR Msport                 | John Farano Rob Garofall Job van Uitert                           | Ligier JS P3                  | M     | 131   | + 9 tours           |
| 15   | LMP3   | 15 | RLR Msport                 | John Farano Rob Garofall Job van Uitert                           | Nissan VK50VE 5.0 L V8 Atmo   | M     | 131   | + 9 tours           |
| 16   | LMP3   | 9  | AT Racing                  | Alexander Talkanitsa, Jr. Alexander Talkanitsa, Sr. Mikkel Jensen | Ligier JS P3                  | M     | 131   | + 9 tours           |
| 16   | LMP3   | 9  | AT Racing                  | Alexander Talkanitsa, Jr. Alexander Talkanitsa, Sr. Mikkel Jensen | Nissan VK50VE 5.0 L V8 Atmo   | M     | 131   | + 9 tours           |
| 17   | LMP3   | 3  | United Autosports          | Tony Wells Garett Grist Matthew Bell                              | Ligier JS P3                  | M     | 131   | + 9 tours           |
| 17   | LMP3   | 3  | United Autosports          | Tony Wells Garett Grist Matthew Bell                              | Nissan VK50VE 5.0 L V8 Atmo   | M     | 131   | + 9 tours           |
| 18   | LMP3   | 14 | Inter Europol Competition  | Paul Scheuschner Moritz Mûller-Crepon                             | Ligier JS P3                  | M     | 131   | + 9 tours           |
| 18   | LMP3   | 14 | Inter Europol Competition  | Paul Scheuschner Moritz Mûller-Crepon                             | Nissan VK50VE 5.0 L V8 Atmo   | M     | 131   | + 9 tours           |
| 19   | LMP3   | 8  | DKR Engineering            | Christian Vaglio Marvin Klein                                     | Norma M30                     | M     | 131   | + 9 tours           |
| 19   | LMP3   | 8  | DKR Engineering            | Christian Vaglio Marvin Klein                                     | Nissan VK50VE 5.0 L V8 Atmo   | M     | 131   | + 9 tours           |
| 20   | LMGTE  | 77 | Proton Competition         | Marvin Dienst (de) Christian Ried Dennis Olsen                    | Porsche 911 RSR               | D     | 130   | + 10 tours          |
| 20   | LMGTE  | 77 | Proton Competition         | Marvin Dienst (de) Christian Ried Dennis Olsen                    | Porsche 4.0 L Flat-6 Atmo     | D     | 130   | + 10 tours          |
| 21   | LMP3   | 19 | M.Racing - YMR             | David Droux Lucas Légeret Michael Benham                          | Norma M30                     | M     | 130   | + 10 tours          |
| 21   | LMP3   | 19 | M.Racing - YMR             | David Droux Lucas Légeret Michael Benham                          | Nissan VK50VE 5.0 L V8 Atmo   | M     | 130   | + 10 tours          |
| 22   | LMGTE  | 66 | JMW Motorsport             | Liam Griffin (en) Alex MacDowall Miguel Molina                    | Ferrari 488 GTE               | D     | 129   | + 11 tours          |
| 22   | LMGTE  | 66 | JMW Motorsport             | Liam Griffin (en) Alex MacDowall Miguel Molina                    | Ferrari F154CB 3.9 L V8 Turbo | D     | 129   | + 11 tours          |
| 23   | LGTE   | 88 | Proton Competition         | Giorgio Roda Gianluca Roda Matteo Cairoli                         | Porsche 911 RSR               | D     | 129   | + 11 tours          |
| 23   | LGTE   | 88 | Proton Competition         | Giorgio Roda Gianluca Roda Matteo Cairoli                         | Porsche 4.0 L Flat-6 Atmo     | D     | 129   | + 11 tours          |
| 24   | LMP2   | 47 | Cetilar Villorba Corse     | Roberto Lacorte Felipe Nasr Giorgio Sernagiotto                   | Dallara P217                  | D     | 129   | + 11 tours          |
| 24   | LMP2   | 47 | Cetilar Villorba Corse     | Roberto Lacorte Felipe Nasr Giorgio Sernagiotto                   | Gibson GK428 4,2 l V8 Atmo    | D     | 129   | + 11 tours          |
| 25   | LMGTE  | 55 | Spirit of Race             | Duncan Cameron Matt Griffin Aaron Scott                           | Ferrari 488 GTE               | D     | 129   | + 11 tours          |
| 25   | LMGTE  | 55 | Spirit of Race             | Duncan Cameron Matt Griffin Aaron Scott                           | Ferrari F154CB 3.9 L V8 Turbo | D     | 129   | + 11 tours          |
| 26   | LMP3   | 16 | BHK Motorsport             | Francesco Dracone Jacopo Baratto                                  | Ligier JS P3                  | M     | 128   | + 12 tours          |
| 26   | LMP3   | 16 | BHK Motorsport             | Francesco Dracone Jacopo Baratto                                  | Nissan VK50VE 5.0 L V8 Atmo   | M     | 128   | + 12 tours          |
| 27   | LMP3   | 17 | Ultimate                   | François Hériau Jean-Baptiste Lahaye Matthieu Lahaye              | Norma M30                     | M     | 128   | + 12 tours          |
| 27   | LMP3   | 17 | Ultimate                   | François Hériau Jean-Baptiste Lahaye Matthieu Lahaye              | Nissan VK50VE 5.0 L V8 Atmo   | M     | 128   | + 12 tours          |
| 28   | LMP2   | 31 | APR - Rebellion Racing     | Ryan Cullen Gustavo Menezes Harrison Newey                        | Oreca 07                      | D     | 127   | + 13 tours          |
| 28   | LMP2   | 31 | APR - Rebellion Racing     | Ryan Cullen Gustavo Menezes Harrison Newey                        | Gibson GK428 4,2 l V8 Atmo    | D     | 127   | + 13 tours          |
| 29   | LMGTE  | 83 | Krohn Racing avec AF Corse | Andrea Bertolini Niclas Jönsson Tracy Krohn                       | Ferrari 488 GTE               | D     | 127   | + 13 tours          |
| 29   | LMGTE  | 83 | Krohn Racing avec AF Corse | Andrea Bertolini Niclas Jönsson Tracy Krohn                       | Ferrari F154CB 3.9 L V8 Turbo | D     | 127   | + 13 tours          |
| 30   | LMP3   | 4  | Cool Racing by GPC         | Alexandre Coigny Antonin Borga Iradj Alexander                    | Ligier JS P3                  | M     | 127   | + 13 tours          |
| 30   | LMP3   | 4  | Cool Racing by GPC         | Alexandre Coigny Antonin Borga Iradj Alexander                    | Nissan VK50VE 5.0 L V8 Atmo   | M     | 127   | + 13 tours          |
| 31   | LMP3   | 12 | EuroInternational          | James Dayson Vadim Meshcheryakov Luca Demarchi                    | Ligier JS P3                  | M     | 126   | + 14 tours          |
| 31   | LMP3   | 12 | EuroInternational          | James Dayson Vadim Meshcheryakov Luca Demarchi                    | Nissan VK50VE 5.0 L V8 Atmo   | M     | 126   | + 14 tours          |
| 32   | LMP3   | 10 | Oregon Team                | Clément Mateu Andrés Méndez (en) Riccardo Ponzio                  | Norma M30                     | M     | 115   | + 25 tours          |
| 32   | LMP3   | 10 | Oregon Team                | Clément Mateu Andrés Méndez (en) Riccardo Ponzio                  | Nissan VK50VE 5.0 L V8 Atmo   | M     | 115   | + 25 tours          |
| 33   | LMP3   | 6  | 360 Racing                 | Ross Kaiser Terrence Woodward                                     | Ligier JS P3                  | M     | 105   | + 35 tours          |
| 33   | LMP3   | 6  | 360 Racing                 | Ross Kaiser Terrence Woodward                                     | Nissan VK50VE 5.0 L V8 Atmo   | M     | 105   | + 35 tours          |
| 34   | LMP3   | 18 | M.Racing - YMR             | Laurent Millara Natan Bihel                                       | Ligier JS P3                  | M     | 102   | + 38 tours          |
| 34   | LMP3   | 18 | M.Racing - YMR             | Laurent Millara Natan Bihel                                       | Nissan VK50VE 5.0 L V8 Atmo   | M     | 102   | + 38 tours          |
| 35   | LMP2   | 21 | DragonSpeed                | Ben Hanley Henrik Hedman Nicolas Lapierre                         | Oreca 07                      | M     | 100   | + 40 tours          |
| 35   | LMP2   | 21 | DragonSpeed                | Ben Hanley Henrik Hedman Nicolas Lapierre                         | Gibson GK428 4,2 l V8 Atmo    | M     | 100   | + 40 tours          |
| Abd. | LMP3   | 11 | EuroInternational          | Giorgio Mondini Kay Van Berlo                                     | Ligier JS P3                  | M     | 85    |                     |
| Abd. | LMP3   | 11 | EuroInternational          | Giorgio Mondini Kay Van Berlo                                     | Nissan VK50VE 5.0 L V8 Atmo   | M     | 85    |                     |
| Abd. | LMGTE  | 80 | Ebimotors                  | Fabio Babini Riccardo Pera Gianluca Giraudi                       | Porsche 911 RSR               | D     | 82    |                     |
| Abd. | LMGTE  | 80 | Ebimotors                  | Fabio Babini Riccardo Pera Gianluca Giraudi                       | Porsche 4.0 L Flat-6 Atmo     | D     | 82    |                     |
| Abd. | LMP2   | 30 | AVF By Adrián Vallés       | Konstantin Tereshchenko Henrique Chaves                           | Dallara P217                  | D     | 68    |                     |
| Abd. | LMP2   | 30 | AVF By Adrián Vallés       | Konstantin Tereshchenko Henrique Chaves                           | Gibson GK428 4,2 l V8 Atmo    | D     | 68    |                     |
| Abd. | LMP2   | 29 | Duqueine Engineering       | Nicolas Jamin Nelson Panciatici Pierre Ragues                     | Oreca 07                      | M     | 52    |                     |
| Abd. | LMP2   | 29 | Duqueine Engineering       | Nicolas Jamin Nelson Panciatici Pierre Ragues                     | Gibson GK428 4,2 l V8 Atmo    | M     | 52    |                     |

## Pole position et record du tour
- Pole position : Nicolas Jamin sur n°29 Duqueine Engineering en 1 min 33 s 197
- Meilleur tour en course : Pierre Ragues sur n°29 Duqueine Engineering en 1 min 32 s 846

## Tours en tête
Tours en tête 
- no 23 Ligier JS P217 - Panis-Barthez Compétition : 22 tours (1-7 / 25-26 / 56-68)
- no 26 Oreca 07 - Duqueine Engineering : 35 tours (8-24 / 18-35)
- no 30 Dallara P217 - AVF By Adrián Vallés : 3 tours (27 / 52-53)
- no 47 Dallara P217 - Cetilar Villorba Corse : 6 tours (46-51)
- no 32 Ligier JS P217 - United Autosports : 23 tours (54-55 / 72-92)
- no 22 Ligier JS P217 - United Autosports : 41 tours (69-71 / 93-104 / 115-140)
- no 26 Oreca 07 - G-Drive Racing : 10 tours (105-114)

## À noter
- Longueur du circuit : 4,692 km
- Distance parcourue par les vainqueurs : 656,88 km